# Cathariostachys capitata
Cathariostachys capitata là một loài thực vật có hoa trong họ Hòa thảo. Loài này được (Kunth) S.Dransf. mô tả khoa học đầu tiên năm 1998.